# لاميناريا إصبعية
لاميناريا إصبعية (الاسم العلمي: Laminaria digitata) هو نوع من الطلائعيات يتبع جنس اللاميناريا من فصيلة اللامينارية.